# Garennes-sur-Eure
Garennes-sur-Eure é uma comuna francesa na região administrativa da Normandia, no departamento de Eure. Estende-se por uma área de 10,5 km². Em 2010 a comuna tinha 1 964 habitantes (densidade: 187 hab./km²).